# Muyuchi
El muyuchi (dar vuelta en quechua) es un postre helado a base de leche, típico de la gastronomía de la ciudad peruana de Ayacucho.

## Descripción

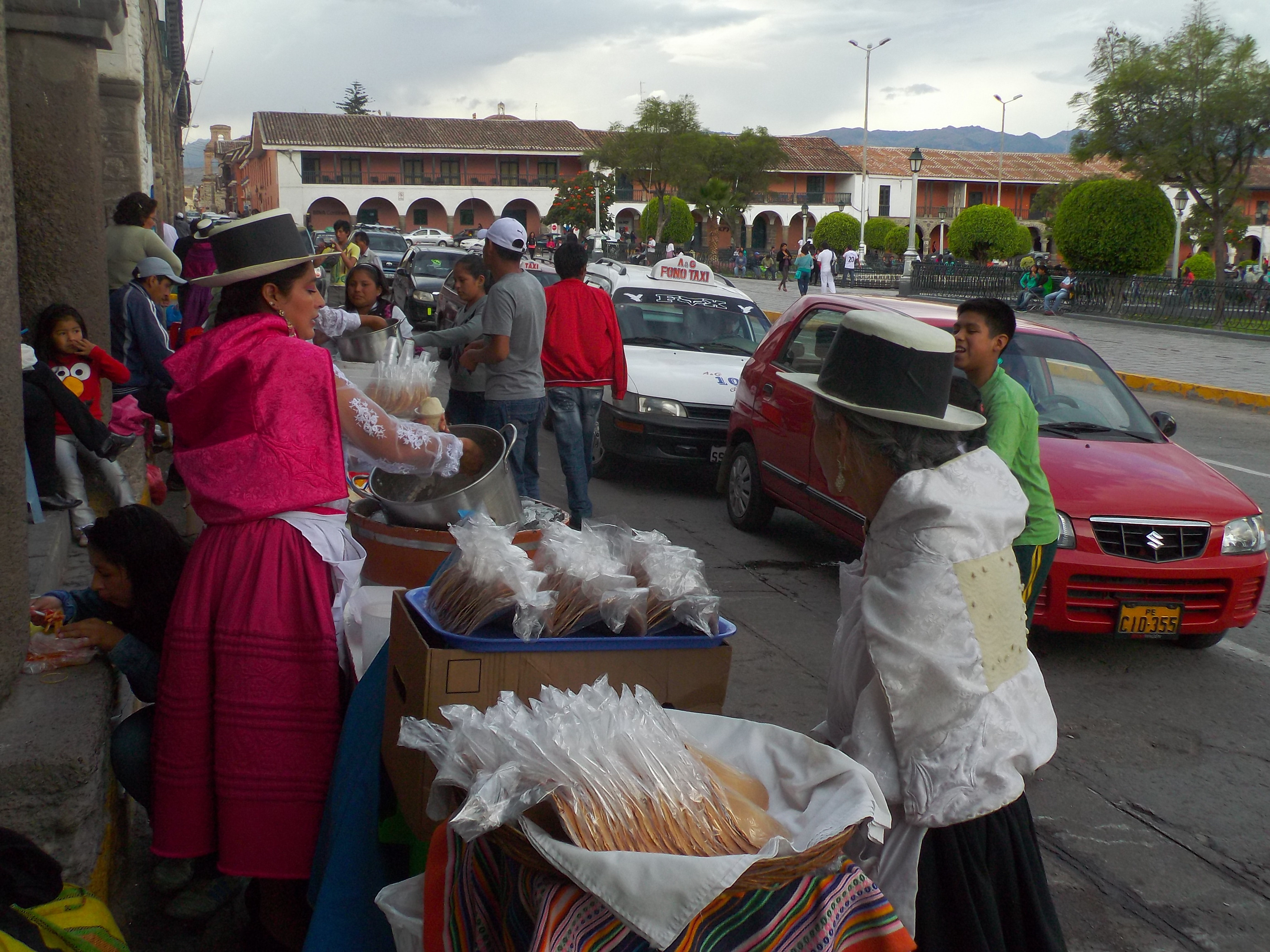
Muyuchi en la plaza de Ayacucho

El muyuchi es un dulce helado a base de leche y maní. Su textura es cremosa y generalmente se prepara de forma artesanal. Tradicionalmente se consume en el portal Unión de la Plaza Mayor de Ayacucho, vendido por señoras con traje típico de la región, llamadas «muyucheras», que giran manualmente una olla de metal, de ahí el nombre, sobre un recipiente de madera que contiene hielo y sal.

## Origen
Por sus ingredientes lácteos es un postre que tiene su origen con la conquista española del Perú, cuando los europeos introdujeron el ganado vacuno en los Andes. Este helado data de principios del siglo XX, cuando Ayacucho no contaba con servicio eléctrico, y los hacendados enviaban a sus criados hasta el nevado Razuhuillca a conseguir hielo, que acarreaban envuelto con ichu en mulas, para preparar el muyuchi y otros productos helados.

## Preparación

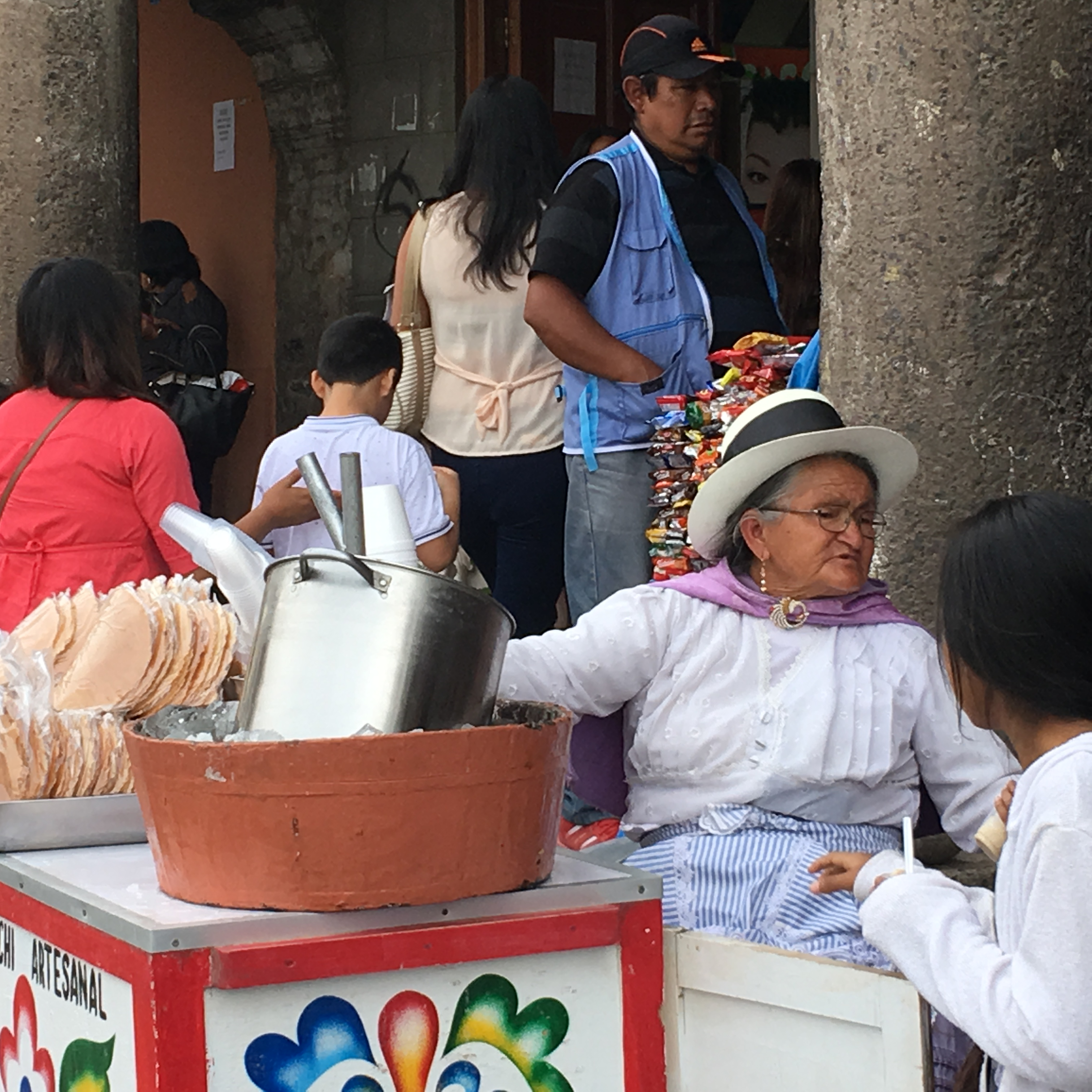
Vendedora de Muyuchi

La preparación es hecha a base de leche fresca, maní, ajonjolí, coco, esencia de vainilla, canela y clavo de olor. Los ingredientes son mezclados en una olla en metal que, al girarla, se solidifica mediante congelación en forma de capas en las paredes del recipiente. Luego la muyuchera sirve en un porciones el resultado. 
Al servir, el muyuchi va acompañado de airampo (dulce de las pepitas de la tuna que le da un color bermellón) y de barquillos hechos de harina y anís.